# Обыкновенная тигровая рыба
Обыкновенная тигровая рыба (лат. Hydrocynus vittatus), в Конго её называют мбамба — вид хищных лучепёрых рыб из семейства африканских тетр отряда харацинообразных. Достигает в длину до 105 см и веса до 28 кг. Тело покрыто циклоидной чешуей. Обладает крупными клыковидными хватательными зубами. Созревание наступает в 8-летнем возрасте. Предпочитает теплую, богатую кислородом воду больших рек и озёр. 

## Ареал
Обитает в реках и озёрах Африки южнее Сахары: в бассейнах рек Конго, Кросс, Санага, Малагараси, Нил (до озера Нассер), Белый и Голубой Нил, Замбези, Окаванго, Лимпопо, Нигер, Омо, Сенегал и других. Встречается в озёрах Танганьика, Альберт, Туркана, Руква, Чад, Кариба и реках в них впадающих.

## Питание
Во время сухого сезона вследствие недостатка корма отмечены случаи каннибализма. Также тигровая рыба способна питаться птицами, глиссирующими над водой.

## Значение для природы и человека
В Африке фактически играет ту же роль, что и пираньи в Южной Америке, хотя в значительном родстве эти рыбы не состоят (принадлежат к разным подсемействам семейства Харациновых). Она может быть опасна для купающихся или вошедших в воду людей, её зубы способны нанести глубокие раны. Является объектом любительского рыболовства.
На канале Discovery Channel в передаче Речные монстры с Джереми Уэйдом (Эпизод 4, Второй сезон), про эту рыбу снята серия «Рыба-Демон».